# 20307 Джонбернес
20307 Джонбернес (20307 Johnbarnes) — астероїд головного поясу, відкритий 31 березня 1998 року.
Тіссеранів параметр щодо Юпітера — 3,477.